# Quintanilla de Onsoña
Quintanilla de Onsoña je mali gradić u istočnoj Španjolskoj, u blizini Palencia

## Vanjske poveznice
- Quintanilla de Onsoña  Arhivirana inačica izvorne stranice od 13. ožujka 2007. (Wayback Machine)
- Información de Quintanilla de Onsoña  Arhivirana inačica izvorne stranice od 5. studenoga 2007. (Wayback Machine)(šp.)